# Troitsk (óblast de Cheliábinsk)
Troitsk (en ruso: Тро́ицк; en kazajo: Мұнанай/Munanaý) es una ciudad en el óblast de Cheliábinsk, Rusia, localizada a alrededor de 175 millas (281,6 km) al sureste de los montes Urales y aproximadamente a 110 millas (177 km) al sur de Cheliábinsk. Se encuentra en el brazo este del río Uy, un ramal del río Tobol. Con una población de 83 862 (censo de 2002), 78 372 (censo de 2010).
Fue fundada en 1743 por Iván Nepliúyev como parte de las líneas defensivas de Orenburg durante la guerra baskir de 1735-1740. Troitsk desempeñó un papel importante durante la rebelión de Yemelián Pugachov, que asedió y ocupó la ciudad en 1774.
Troitsk es un importante centro de enlaces ferroviarios, así como el centro de distribución y comercio del distrito minero del sur de los montes Urales. La frontera entre Kazajistán y Rusia está inmediatamente al sur de Troitsk. Las tierras de labor son generalmente grandes (de forma alargada o rectangular) son visibles a través del paisaje nevado. Debido a estos campos grandes, se presume su cultivo por medio de trigo de primavera. Existen numerosos lagos cirulares y helados alrededor de los campos que rodean la localidad de Troitsk.